# WIKA
WIKA Alexander Wiegand SE & Co. KG er en tysk producent af teknik til måling af temperatur og tryk.
Virksomheden har hovedkvarter i Klingenberg am Main, Unterfranken. De har 10 fabrikker i ni lande og driver forretning i 75 lande. I 2022 havde de 10.200 ansatte og en omsætning på 1 mia. euro. (2020)
Virksomheden er grundlagt af Alexander Wiegand og hans tidligere medarbejder Philipp Kachel i 1946.